# マロン酸ジエチル
マロン酸ジエチル(Diethyl malonate)またはDEMは、マロン酸のジエチルエステルである。ブドウやイチゴに含まれるリンゴ様臭の無色液体で、香水の成分としても用いられる。バルビツール酸、人工香料、ビタミンB1、ビタミンB6等のほか、ファビピラビルの製造にも用いられる。消防法に定める第4類危険物 第3石油類に該当する。

## 構造と性質
マロン酸は比較的単純なジカルボン酸であり、2つのカルボキシ基が接近している。マロン酸からマロン酸ジエチルを形成する際には、両方のカルボキシ基のヒドロキシ基がエトキシ基に置き換わる。マロン酸部分の中央にあるメチレン基は、2つのカルボニル炭素の隣にある。
カルボニル基の隣の炭素原子上にある水素原子は、アルキル基の隣の炭素原子上にある水素原子の最大30桁も酸性が強い。2つのカルボニル基と隣り合う炭素原子上の水素原子は、間のメチレン基からプロトンが除去されて生じるカルバニオンを安定化させるため、酸性はさらに高まる。
この化合物の共役塩基の共鳴安定化の範囲は、以下の3つの共鳴式で描かれる。

## 合成
クロロ酢酸のナトリウム塩とシアン化ナトリウムの反応の後、生じたニトリルを塩基加水分解することでマロン酸ナトリウム塩ができる。フィッシャーエステル合成反応により、マロン酸ジエチルとなる。

## 反応

### マロン酸エステル合成
この化合物の主要な用途の1つは、マロン酸エステル合成である。マロン酸ジエチル(1)と適当な塩基の反応で合成されるカルバニオン(2)は、適当な求電子剤でアルキル化することができる。このアルキル化1,3-ジカルボニル化合物(3)は、すぐに脱炭酸して置換酢酸を得る。
塩基としてはナトリウムエトキシドを用いることが望ましい。苛性アルカリや他のアルコキシドを用いると加水分解やエステル交換反応により副生成物を生じてしまう。

### その他の反応
他の多くのエステルと同様、この化合物にもクライゼン縮合反応が起きる。この化合物を用いる利点は、不測の自己縮合反応が起こらない点である。また他のエステルと同様、α位が臭素化する。

## 生産
日本では唯一、デンカが製造を行っていたが、海外メーカーとの価格競争を受けて2017年4月までに生産を休止した。2020年に2019年新型コロナウイルスの感染が拡大すると、デンカに対して治療薬の原料として国産原料を使用したいとの要請があり、同年5月に再び生産を再開している。